# Нова Русь (Україна)
Нова́ Русь — село в Україні, у Богданівській сільській громаді Павлоградського району Дніпропетровської області. Населення за переписом 2001 року становило 466 осіб.

## Географія
Село Нова Русь розташоване за 116 км від обласного центру та 43 км від районного центру, на правому березі річки Тернівка, вище за течією на відстані 2 км розташоване село Зелене, нижче за течією на відстані 1 км розташоване село Мар'ївка, на протилежному березі — село Миколаївка Лозівського району Харківської області. Річка в цьому місці звивиста, утворює лимани, стариці і заболочені озера.

## Історія
Часом заснування дослідники-краєзнавці вважають XVIII століття. Перша письмова згадка про це поселення датується 1779 роком. У 1782 році при складанні народного перепису в слободі Нова Русь, серед дикого пустого степу, знайдено і в списки внесено 144 постійних осілих жителів , 77 чоловіків та 67 жінок. З часом число людей збільшилось. У 1789 році Нова Русь вже була не слободою, а набуло статусу села, у якому живе 331 жителів, має 74 двори.
Стосовно назви існує версія, що ця земля дісталась у 1779 році в рангову дачу майору Лосєву. Він і дав назву селу — Нова Русь.

## Економіка
- ТОВ «Нива».

## Об'єкти соціальної сфери

### Освіта
- Новоруська загальноосвітня школа (вул. Горького, 15-А, директор — Безкровна Раїса Олексіївна).

### Заклад охорони здоров'я
- Амбулаторія сімейного лікаря (вул. Горького, 16, завідувач — Суздаль Ганна Іванівна).

### Бібліотека
- Новоруська сільська бібліотека, філіал № 1 (вул. Горького, 8-В, завідувач — Гладченко Світлана Сергіївна).

## Пам'ятки
- Поблизу села знаходиться Тернівський ландшафтний заказник місцевого значення.
- Пам'ятник полеглим воїнам німецько-радянської війни.